# Heidi Zurbriggen
Heidi Zurbriggen, później Andenmatten (ur. 16 marca 1967 w Saas-Almagell) – szwajcarska narciarka alpejska, dwukrotna wicemistrzyni świata i czterokrotna medalistka mistrzostw świata juniorek.

## Kariera
W zawodach Pucharu Świata zadebiutowała 8 grudnia 1984 roku w Davos, zajmując dwunaste miejsce w supergigancie. Tym samym już w swoim debiucie wywalczyła pierwsze pucharowe punkty. Na podium zawodów PŚ po raz pierwszy stanęła nieco ponad dwa lata później, 12 grudnia 1986 roku w Val d’Isère, kończąc bieg zjazdowy na trzeciej pozycji. W zawodach tych wyprzedziły ją dwie rodaczki: Michela Figini i Maria Walliser. Łącznie 17 razy stawała na podium, odnosząc trzy zwycięstwa: 6 marca 1996 roku w Kvitfjell, 11 stycznia 1997 roku w Bad Kleinkirchheim i 23 stycznia 1997 roku w Cortinie d’Ampezzo była najlepsza zjazdach. Najlepsze wyniki osiągnęła w sezonie 1996/1997, kiedy to w klasyfikacji generalnej zajęła szóste miejsce, a w klasyfikacji zjazdu była druga. Ponadto w sezonie 1995/1996 była trzecia w klasyfikacji zjazdu, a w sezonie 1994/1995 trzecie miejsce zajęła w klasyfikacji supergiganta.
Podczas mistrzostw świata w Sierra Nevada w 1996 roku zdobyła srebrny medal w supergigancie, plasując się między Włoszką Isolde Kostner i Picabo Street z USA. Srebrny medal wywalczyła także w zjeździe na mistrzostwach świata w Sestriere rok później. Tym razem rozdzieliła Hilary Lindh z USA i Pernillę Wiberg ze Szwecji. Była też między innymi szósta w kombinacji podczas mistrzostw świata w Saalbach-Hinterglemm w 1991 roku oraz czwarta w zjeździe na mistrzostwach świata w Vail dwa lata wcześniej, gdzie walkę o podium przegrała z Karin Dedler z RFN o 0,04 sekundy. W 1992 roku wystąpiła na igrzyskach olimpijskich w Albertville, gdzie jej najlepszym wynikiem było dziesiąte miejsce w zjeździe. Na rozgrywanych dwa lata później igrzyskach olimpijskich w Lillehammer, w tej samej konkurencji zajęła 22. miejsce, a rywalizacji w supergigancie nie ukończyła. Brała też udział w igrzyskach w Nagano w 1998 roku, zajmując między innymi szóstą pozycję w gigancie.
Zurbriggen wystartowała również na mistrzostwach świata juniorów w Jasnej w 1985 roku, gdzie zdobyła medale we wszystkich rozgrywanych konkurencjach. W zjeździe, gigancie i slalomie była druga, a w kombinacji wywalczyła złoty medal.
W 1998 roku zakończyła karierę.
Jest młodszą siostrą Pirmina Zurbriggena.

## Osiągnięcia

### Igrzyska olimpijskie
| Miejsce | Dzień     | Rok  | Miejscowość | Konkurencja | Czas biegu | Strata | Zwyciężczyni       |
| ------- | --------- | ---- | ----------- | ----------- | ---------- | ------ | ------------------ |
| DSQ     | 13 lutego | 1992 | Albertville | Kombinacja  | 2,55 pkt   | -      | Petra Kronberger   |
| 10.     | 15 lutego | 1992 | Albertville | Zjazd       | 1:52,55    | +1,49  | Kerrin Lee-Gartner |
| DNF     | 18 lutego | 1992 | Albertville | Supergigant | 1:21,22    | -      | Deborah Compagnoni |
| DSQ     | 19 lutego | 1992 | Albertville | Gigant      | 2:12,74    | -      | Pernilla Wiberg    |
| DNF     | 15 lutego | 1994 | Lillehammer | Supergigant | 1:22,15    | -      | Diann Roffe        |
| 22.     | 19 lutego | 1994 | Lillehammer | Zjazd       | 1:21,22    | +2,53  | Katja Seizinger    |
| 21.     | 11 lutego | 1998 | Nagano      | Supergigant | 1:18,02    | +1,20  | Picabo Street      |
| 12.     | 16 lutego | 1998 | Nagano      | Zjazd       | 1:29,89    | +1,36  | Katja Seizinger    |
| 6.      | 20 lutego | 1998 | Nagano      | Gigant      | 2:50,59    | +3,02  | Deborah Compagnoni |

### Mistrzostwa świata
| Miejsce | Dzień       | Rok  | Miejscowość   | Konkurencja | Czas biegu | Strata     | Zwyciężczyni       |
| ------- | ----------- | ---- | ------------- | ----------- | ---------- | ---------- | ------------------ |
| 14.     | 1 lutego    | 1987 | Crans-Montana | Zjazd       | 1:43,80    | +2,62      | Maria Walliser     |
| 4.      | 5 lutego    | 1989 | Vail          | Zjazd       | 1:46,50    | +1,55      | Maria Walliser     |
| 12.     | 8 lutego    | 1989 | Vail          | Supergigant | 1:19,46    | +1,32      | Ulrike Maier       |
| 11.     | 11 lutego   | 1989 | Vail          | Gigant      | 2:29,37    | +4,40      | Vreni Schneider    |
| 18.     | 26 stycznia | 1991 | Saalbach      | Zjazd       | 1:29,12    | +2,02      | Petra Kronberger   |
| 18.     | 29 stycznia | 1991 | Saalbach      | Supergigant | 1:08,72    | +2,03      | Ulrike Maier       |
| 6.      | 31 stycznia | 1991 | Saalbach      | Kombinacja  | 26,45 pkt  | +27,19 pkt | Chantal Bournissen |
| DNF     | 5 lutego    | 1993 | Morioka       | Kombinacja  | 3,39 pkt   | -          | Miriam Vogt        |
| 21.     | 10 lutego   | 1993 | Morioka       | Gigant      | 2:17,59    | +4,81      | Carole Merle       |
| 24.     | 11 lutego   | 1993 | Morioka       | Zjazd       | 1:27,38    | +1,73      | Kate Pace          |
| 9.      | 14 lutego   | 1993 | Morioka       | Supergigant | 1:33,52    | +1,30      | Katja Seizinger    |
| 2.      | 12 lutego   | 1996 | Sierra Nevada | Supergigant | 1:21,00    | +0,66      | Isolde Kostner     |
| 14.     | 18 lutego   | 1996 | Sierra Nevada | Zjazd       | 1:54,06    | +1,77      | Picabo Street      |
| 16.     | 22 lutego   | 1996 | Sierra Nevada | Gigant      | 2:10,74    | +4,42      | Deborah Compagnoni |
| 13.     | 9 lutego    | 1997 | Sestriere     | Gigant      | 2:39,19    | +3,04      | Hilary Lindh       |
| 11.     | 11 lutego   | 1997 | Sestriere     | Supergigant | 1:23,50    | +1,67      | Isolde Kostner     |
| 2.      | 15 lutego   | 1997 | Sestriere     | Zjazd       | 1:41,18    | +0,06      | Hilary Lindh       |

### Mistrzostwa świata juniorów
| Miejsce | Dzień     | Rok  | Miejscowość | Konkurencja | Czas biegu | Strata | Zwyciężczyni   |
| ------- | --------- | ---- | ----------- | ----------- | ---------- | ------ | -------------- |
| 2.      | 28 lutego | 1985 | Jasná       | Zjazd       | 1:22,12    | +0,29  | Astrid Geisler |
| 2.      | 1 marca   | 1985 | Jasná       | Gigant      | 2:14,02    | +0,10  | Anita Wachter  |
| 2.      | 3 marca   | 1985 | Jasná       | Slalom      | 1:40,47    | +0,15  | Anita Wachter  |
| 1.      | 3 marca   | 1985 | Jasná       | Kombinacja  | ?          | -      | -              |

### Puchar Świata

#### Miejsca w klasyfikacji generalnej
- sezon 1984/1985: 66.
- sezon 1986/1987: 38.
- sezon 1987/1988: 85.
- sezon 1988/1989: 12.
- sezon 1989/1990: 23.
- sezon 1990/1991: 38.
- sezon 1991/1992: 9.
- sezon 1992/1993: 15.
- sezon 1993/1994: 27.
- sezon 1994/1995: 15.
- sezon 1995/1996: 7.
- sezon 1996/1997: 6.
- sezon 1997/1998: 10.

#### Miejsca na podium w zawodach
1. Val d’Isère – 12 grudnia 1986 (zjazd) – 3. miejsce
2. Santa Caterina – 14 grudnia 1991 (zjazd) – 3. miejsce
3. Santa Caterina – 15 grudnia 1991 (supergigant) – 3. miejsce
4. Serre Chevalier – 21 grudnia 1991 (zjazd) – 2. miejsce
5. Schruns – 12 stycznia 1992 (kombinacja) – 3. miejsce
6. Cortina d’Ampezzo – 9 stycznia 1993 (zjazd) – 2. miejsce
7. Veysonnaz – 27 lutego 1993 (zjazd) – 3. miejsce
8. Saalbach-Hinterglemm – 5 marca 1995 (supergigant) – 2. miejsce
9. St. Anton – 15 grudnia 1995 (zjazd) – 2. miejsce
10. Veysonnaz – 20 grudnia 1995 (supergigant) – 2. miejsce
11. Narwik – 29 lutego 1996 (zjazd) – 3. miejsce
12. Narwik – 1 marca 1996 (zjazd) – 3. miejsce
13. Laax – 1 lutego 1997 (zjazd) – 2. miejsce
14. Kvitfjell – 6 marca 1996 (zjazd) – 1. miejsce
15. Bad Kleinkirchheim – 11 stycznia 1997 (zjazd) – 1. miejsce
16. Cortina d’Ampezzo – 23 stycznia 1997 (zjazd) – 1. miejsce
17. Altenmarkt – 18 stycznia 1998 (supergigant) – 2. miejsce